# Neesia piluliflora
Neesia piluliflora är en malvaväxtart som beskrevs av Odoardo Beccari. Neesia piluliflora ingår i släktet Neesia och familjen malvaväxter. Inga underarter finns listade i Catalogue of Life.